# Зелькович, Зоран
Зоран Зелькович (словен. Zoran Zeljković; 9 мая, 1980, Любляна, СФРЮ) — словенский футболист; тренер.

## Карьера
Большую часть своей игровой карьеры провёл в родном чемпионате. В составах «Домжале» и «Интерблока» завоевывал все национальные титулы (чемпионат, Кубок, Суперкубок Словении). Также Зелькович играл на Кипре, в Венгрии и в Австрии.
26 мая 2008 года полузащитник провёл единственный матч за сборную Словении: он принял участие в товарищеском поединке против Швеции (0:1). Чуть ранее вызывался во вторую сборную страны.
В качестве тренера приводил «Копер» к победе в Кубке Словении. В июне 2024 года возглавил латвийскую «Ауду».
После окончания первой половины европейского сезона покинул клуб.
Далее тренер переехал в Россию, заключив контракт на два года с клубом «Родина».

## Достижения

### Футболиста
- Чемпион Словении (1): 2006/07.
- Обладатель Кубка Словении (2): 2007/08, 2008/09.
- Обладатель Суперкубка Словении (1): 2008.

### Тренера
- Обладатель Кубка Словении (1): 2021/22.